# Momo (serie animata)
Momo è una serie animata tedesca del 2003 sviluppata in 26 episodi, ed è tratta dal film d'animazione Momo alla conquista del tempo di Enzo D'Alò. Anch'essa, come il film, è basata sul romanzo Momo di Michael Ende. La serie è inedita in Italia.

## Episodi
| n° | Titolo originale                         | Titolo italiano (trad. letterale)      |
| -- | ---------------------------------------- | -------------------------------------- |
| 1  | Ein Mädchen namens Momo                  | Una fanciulla di nome Momo             |
| 2  | Wo soll Momo wohnen?                     | Dove dovrebbe andare Momo?             |
| 3  | Momo und der graue Besucher              | Momo e l'ospite grigio                 |
| 4  | Momo und die Südseeprinzessin            | Momo e la principessa del mare del sud |
| 5  | Momo in der Schule                       | Momo a scuola                          |
| 6  | Momo schlichtet einen Streit             | Momo risolve la discussione            |
| 7  | Momo und der graue Sonntag               | Momo e il sabato grigio                |
| 8  | Momo und die Puppe                       | Momo e la bambola                      |
| 9  | Momo und der Jahrmarkt der grauen Herren | Momo e la riunione dei Signori Grigi   |
| 10 | Momo und die Kinder-Demo                 | Momo e la manifestazione dei bambini   |
| 11 | Momo in Gefahr                           | Momo in pericolo                       |
| 12 | Momo auf der Flucht                      | Momo in fuga                           |
| 13 | Momo im Haus der Zeit                    | Momo nella casa del tempo              |
| 14 | Momo und die Stundenblumen               | Momo e gli Orafiore                    |
| 15 | Momo ist wieder da                       | Momo è di nuovo qui                    |
| 16 | Momo sucht ihre Freunde                  | Momo cerca i suoi amici                |
| 17 | Momo und Gigi                            | Momo e Gigi                            |
| 18 | Momo ist nicht zu fassen                 | Momo non viene presa                   |
| 19 | Momo braucht Hilfe                       | A Momo serve aiuto                     |
| 20 | Momo sucht nach Cassiopeia               | Momo alla ricerca di Cassiopeia        |
| 21 | Momo rettet Livias Geburtstag            | Momo salva il compleanno di Livia      |
| 22 | Momo ganz allein                         | Momo tutta sola                        |
| 23 | Momo und das Angebot der grauen Herren   | Momo e l'offerta dei Signori Grigi     |
| 24 | Momos Entscheidung                       | La decisione di Momo                   |
| 25 | Momos große Stunde                       | La grande ora di Momo                  |
| 26 | Momo gegen die grauen Herren             | Momo contro i Signori Grigi            |

## Distribuzione
La serie è stata per la prima volta distribuita in DVD, nel suo paese di produzione, nel 2004, in una raccolta di 6 DVD, più una versione compatta che riuniva tutti gli episodi della serie. Sono poi avvenute altre due ristampe, sempre in Germania: una del 2008, e una del 2011, che risultano entrambe incomplete, con la prima composta da 4 DVD che arrivano fino al ventesimo episodio e la seconda solo un DVD, contenente i primi quattro episodi.